# Cord Widderich
Pour les articles homonymes, voir Cord.
Cord Widderich, ou Kort Wiederich, mort en 1447, est un pirate actif pendant la période de conflits politiques qui oppose la Dithmarse à la Frise septentrionale au début du XVe siècle.

## Biographie
Il vit à la même époque que les Frères des victuailles puis les Likedeeler de Klaus Störtebeker, bien qu'il ne fasse pas partie de leur association.
La Frise septentrionale soutient le Holstein lorsque celui-ci déclare la guerre à la Dithmarse en 1404. La défaite du Holstein met fin à la guerre et aboutit à un traité de paix interdisant les représailles. Toutefois, Widderich et d'autres Dithmarses décident de passer outre cette interdiction pour se venger de cette guerre et s'engagent dans la piraterie.
En 1407, Widderich et ses hommes, originaires de Lunden, en Dithmarse, occupent la péninsule de Eiderstedt et font du clocher de Pellworm la base depuis laquelle ils pillent les villages voisins et trompent les navires afin de les faire échouer. Ils finissent par quitter la région lorsqu'une tempête fait vaciller le clocher et menace d'écrouler l'église. Widderich emporte avec lui un certain nombre de trésors provenant de l'église elle-même. Il emporte notamment des fonts baptismaux en bronze datant du XIIIe siècle. Il les offre pour la consécration de l'église Saint-Clément récemment construite à Büsum, où ils se trouvent encore aujourd'hui. Widderich s'installe comme commerçant à Büsum vers 1412.
En 1447, parti pour un pèlerinage à Wilsnack dans le Brandebourg, Widderich passe une nuit dans une auberge à Segeberg, dans le Holstein. Il y est capturé et pendu par Klaus von dem Damme, préfet du comte Heinrich de Segeberg.

## Sources
- (en) Cet article est partiellement ou en totalité issu de l’article de Wikipédia en anglais intitulé « Cord Widderich » (voir la liste des auteurs).